# Huzaar

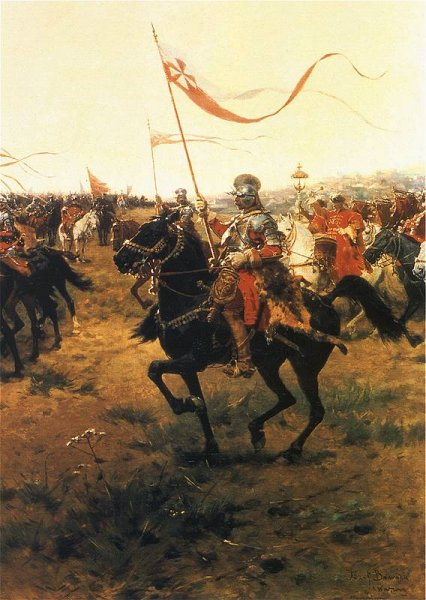
Poolse huzaar door Józef Brandt (1841-1915)

Huzaar op een paard uit De nieuwe rijschool

Een huzaar is een doorgaans lichtbewapende ruiter in verschillende Europese legers.
Huzaren kwamen oorspronkelijk uit Hongarije, waar ze ten strijde trokken tegen de Turken. Het Hongaarse woord huszár is ontleend aan een Zuid-Slavische taal waarin husar of gusar 'piraat' betekent.

## Geschiedenis
De Hongaarse huzaren waren bont geklede ruiters die beschikten over een grote ruiterkunst. Zij werden zo berucht en vermaard dat ook in andere legers huzareneenheden werden opgericht. Huzaren werden vooral ingezet om vijandelijk gebied te verkennen. Tegenwoordig worden sommige militaire eenheden, waaronder enkele Nederlandse, om traditionele redenen huzaren genoemd.
Hoewel huzaren in veel verschillende legers dienst deden, verschilden deze eenheden onderling qua bewapening en tactieken: de Poolse huzaren vormden een zwaarbewapende elite-eenheid, terwijl in West-Europa huzaren juist dienst deden als lichtbewapende verkenningseenheid.
In het Nederlandse leger wordt een soldaat uit het legeronderdeel cavalerie huzaar genoemd. Het Wapen der Cavalerie bestaat sinds 1867 slechts uit regimenten huzaren. Tegenwoordig zijn er twee regimenten huzaren (in volgorde van rangschikking): het Regiment Huzaren van Boreel en het Regiment Huzaren Prinses Catharina-Amalia.

## Afbeeldingen

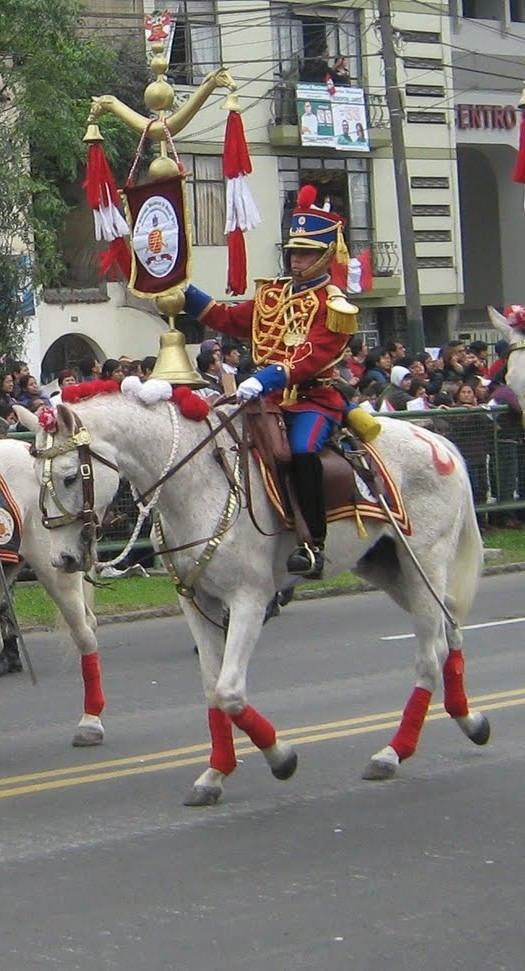
Peruaanse huzaar
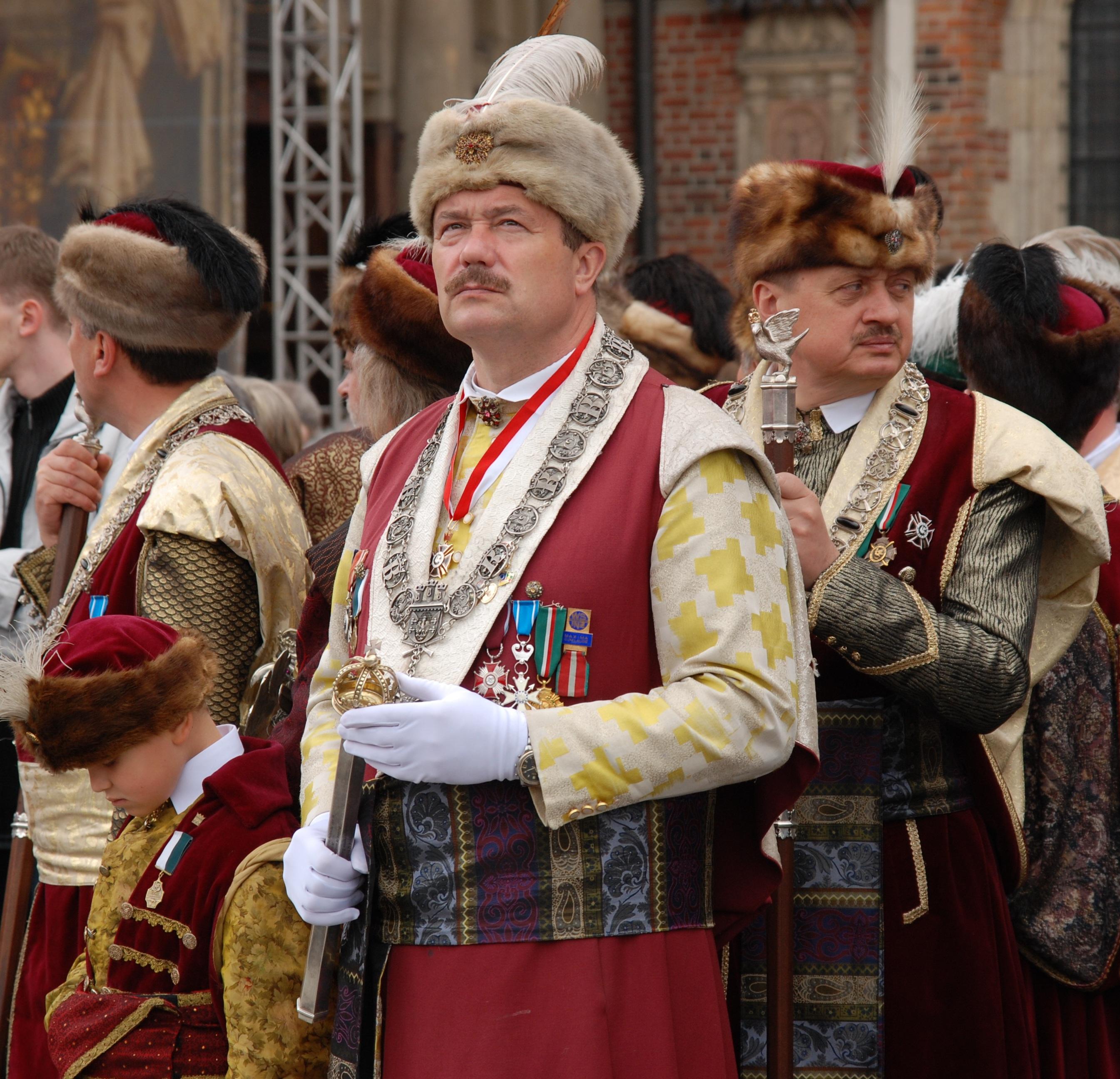
Pools schuttersfeest
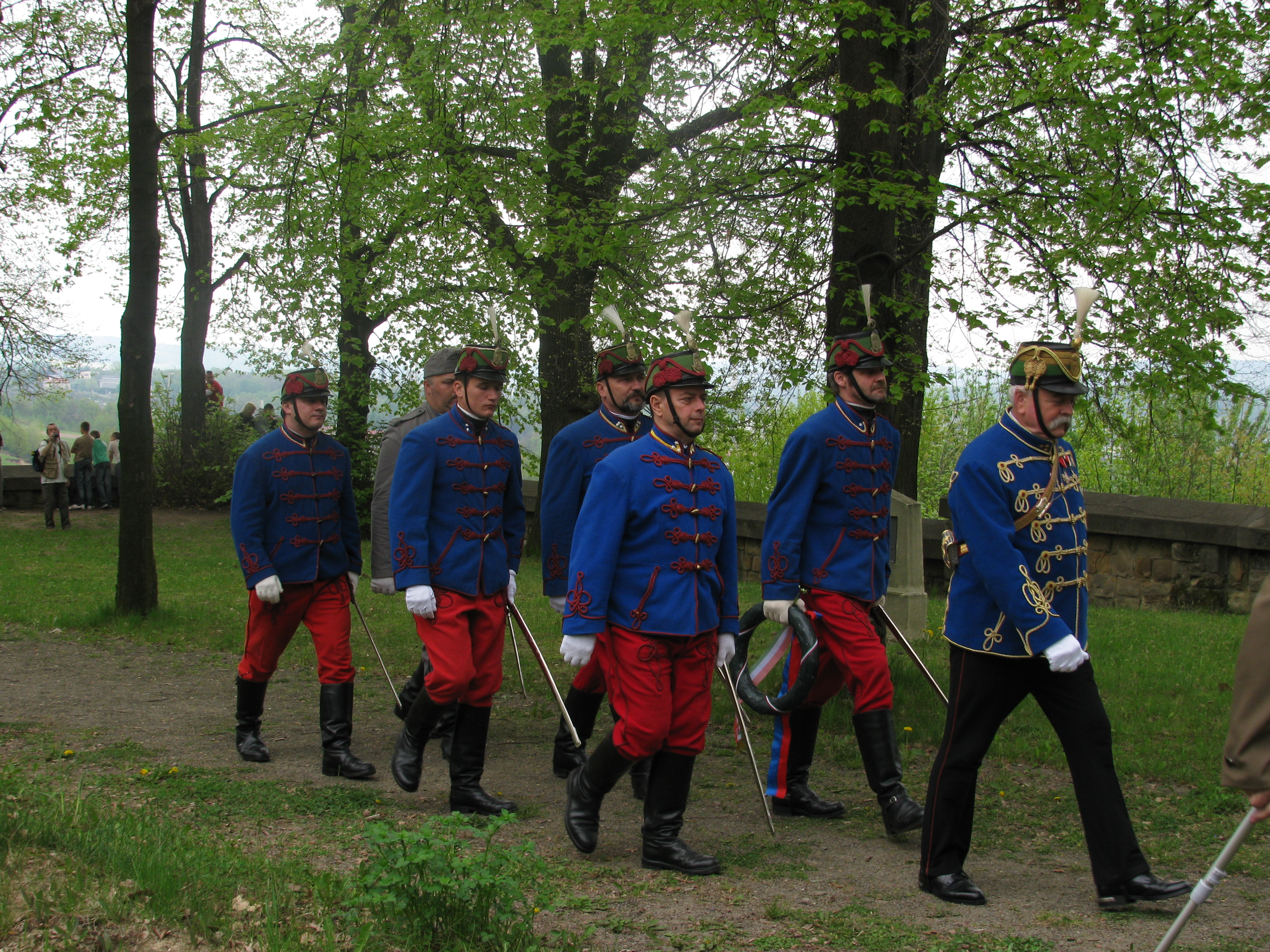
Reconstructie
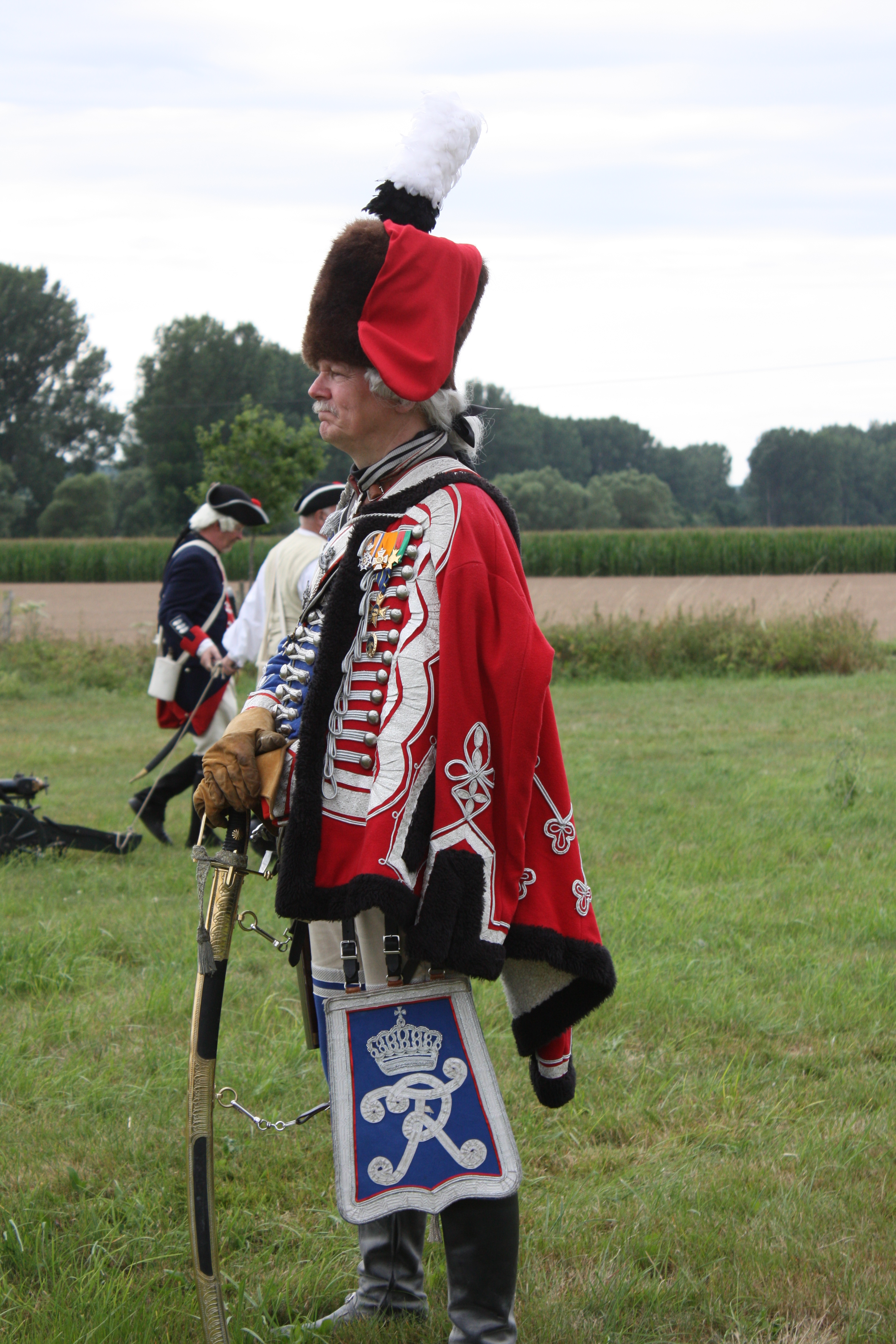
Historiserend kostuum
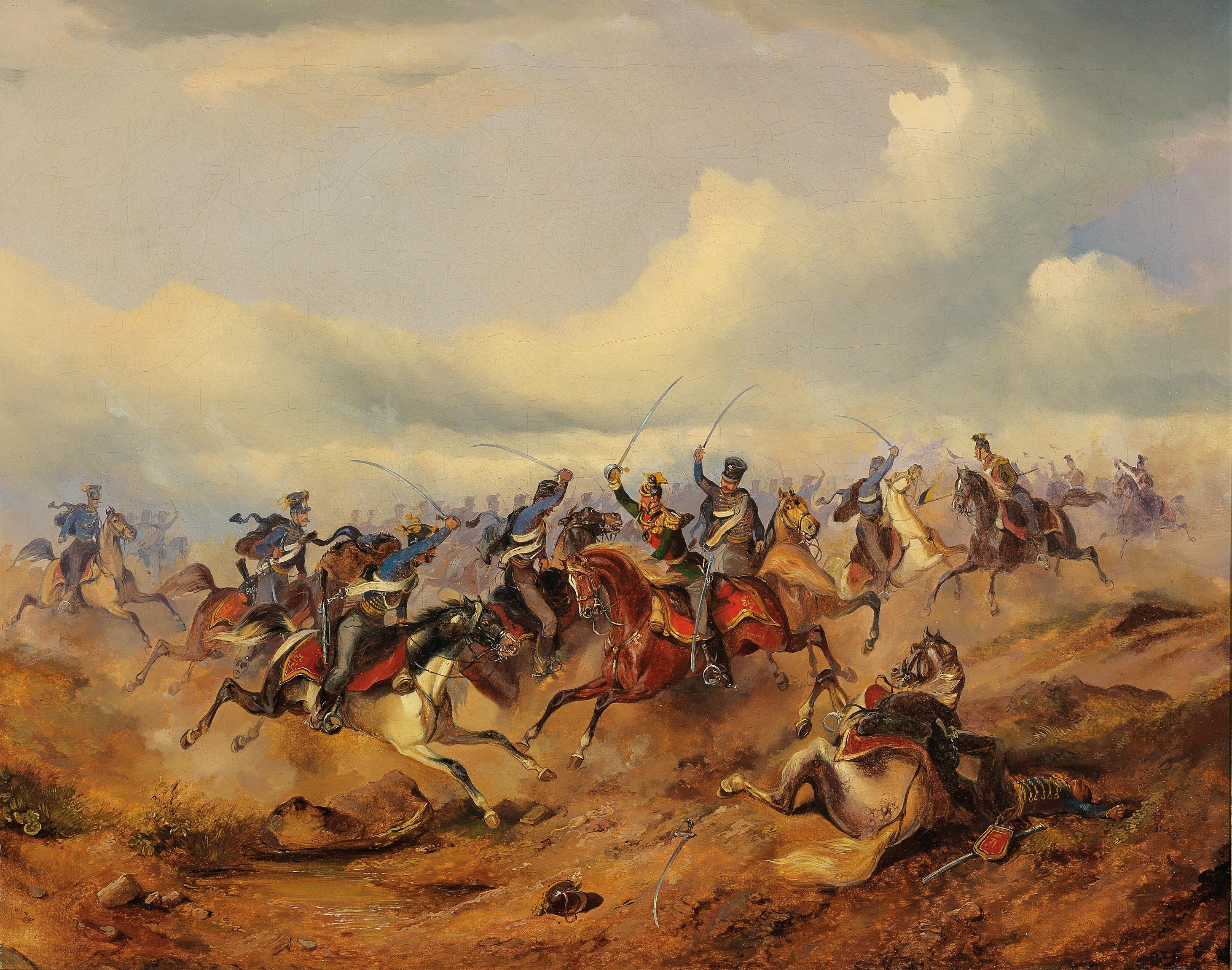
Hongaarse huzaren in gevecht, Alexander von Bensa, 19e eeuw